# Jan Pronk (wielrenner)

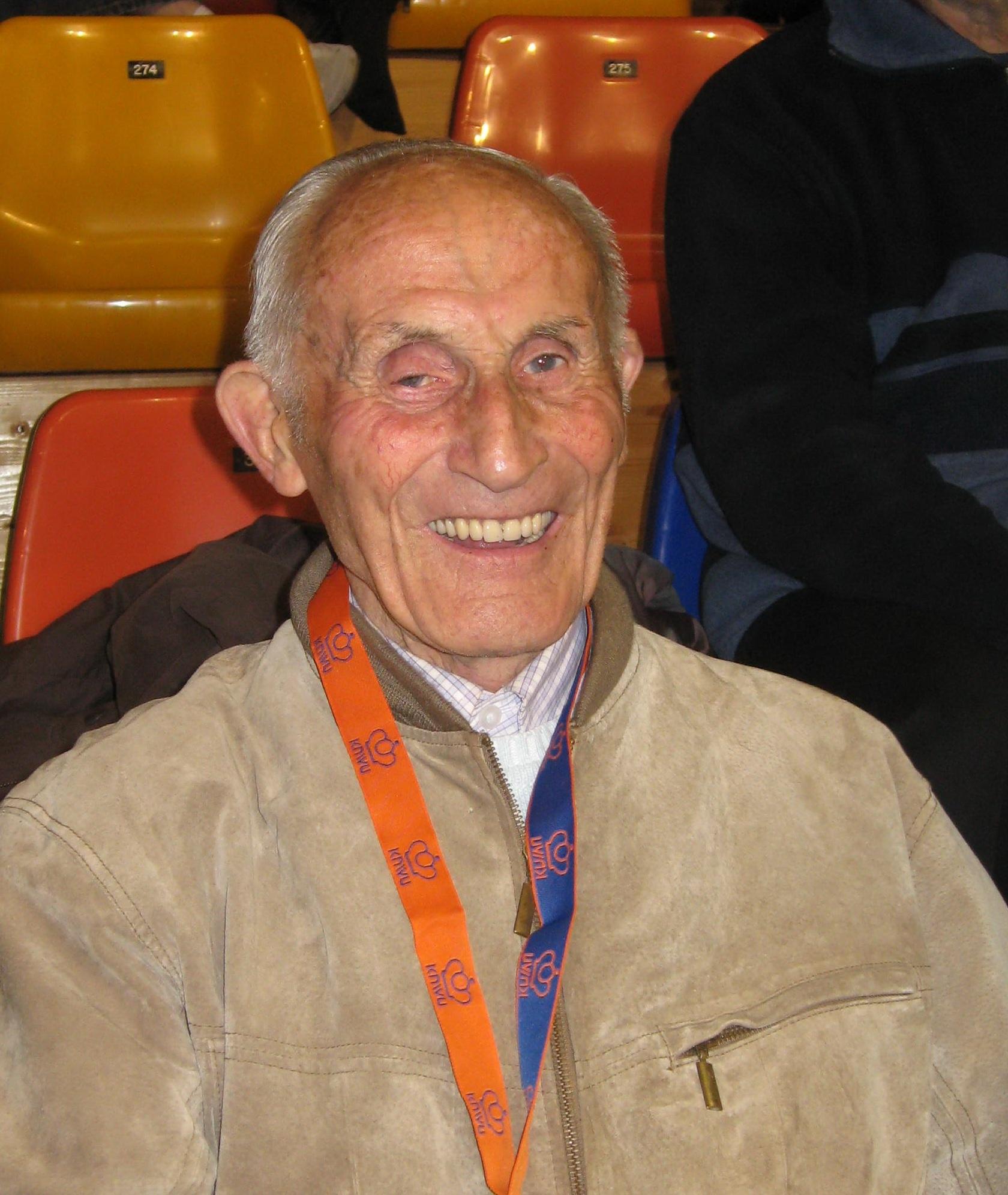
Jan Pronk in 2007

Jan Pronk (Den Helder, 19 oktober 1918 – Egmond aan Zee, 15 maart 2016) was een Nederlands baanwielrenner. Hoewel hij zelf liever deelnam aan sprintwedstrijden werd hij, als outsider, in 1951 wereldkampioen stayeren op de Vigorelliwielerbaan in Milaan.